# John Duncan (peintre)
John Duncan est un peintre et illustrateur écossais né à Dundee, en 1866 et mort en 1945 à Édimbourg, proche du courant Arts & Crafts, sans pour autant y être rattaché.

## Biographie
Son père est éleveur de bétail, mais John a toujours montré un désintérêt pour l'entreprise familiale et une propension pour les arts visuels, si bien que dès l'âge de 11 ans, il est déjà un étudiant prolifique de l'École d'Art de Dundee, alors basé à la High School of Dundee.
Qualifié de « fou » par les uns et de mystique par d'autres, Duncan a admis écouter « de la musique féerique », tandis qu'il peint. Bien que son travail reste fortement ancré dans le mouvement préraphaélite, il se distingue de ses contemporains et se compare à l'Art nouveau, alors que son sujet de prédilection est bien la Renaissance celtique. Il est généralement considéré comme un symboliste par les critiques d'art. Son intérêt pour la Renaissance celtique est également partagé par la  chanteuse écossaise Marjory Kennedy-Fraser ; ils sont devenus des amis proches et Duncan la peint son lors d'un voyage à Eriskay en 1905.
Ses rêves et sa nature mystique l'ont amené à tomber amoureux d'une femme dont il croyait qu'elle avait découvert le Saint Graal dans un puits à Glastonbury, mais il a divorcé. Il ne s'est jamais remarié et meurt en 1945.

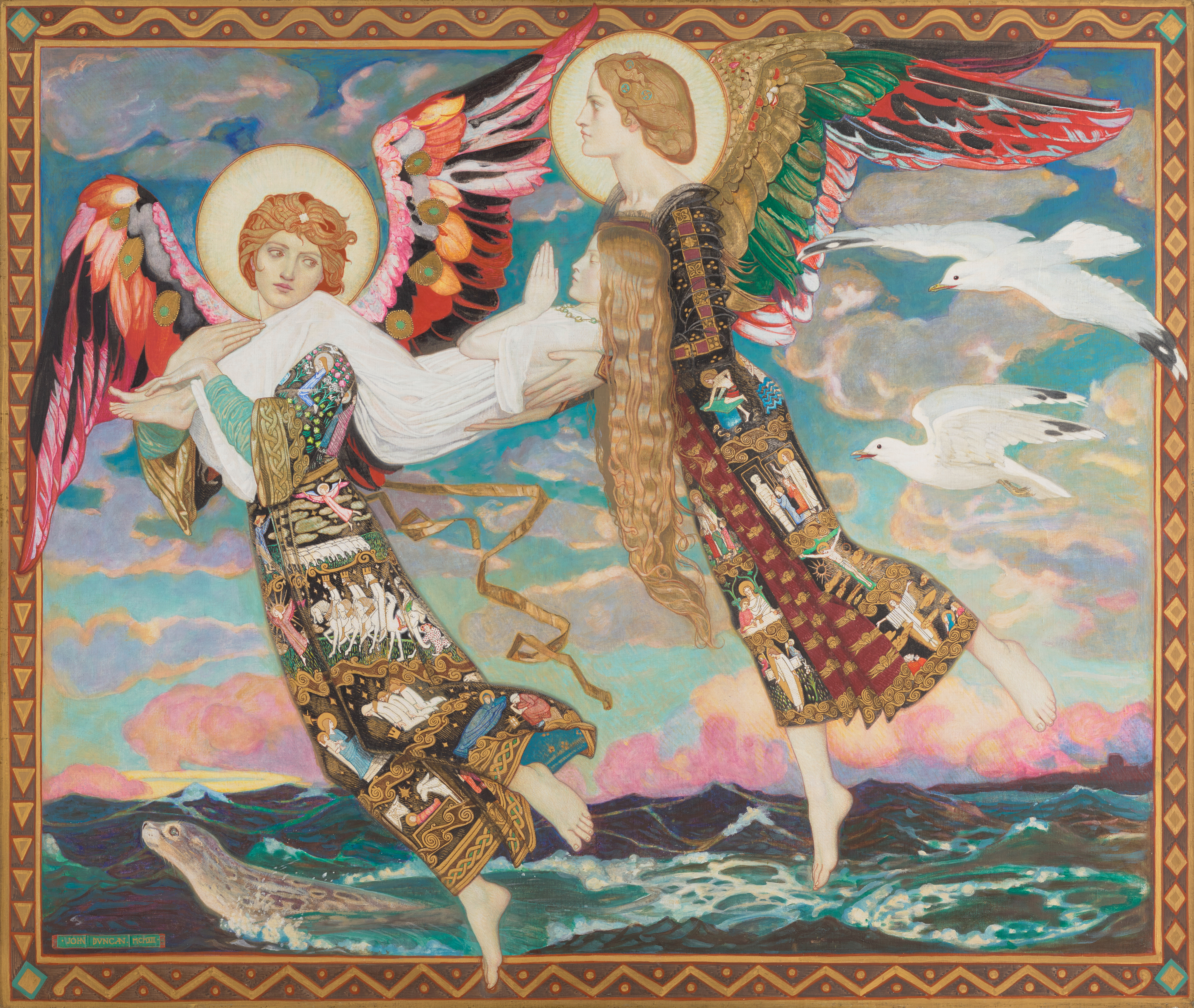
Sainte Brigitte emportée par des anges (1913).
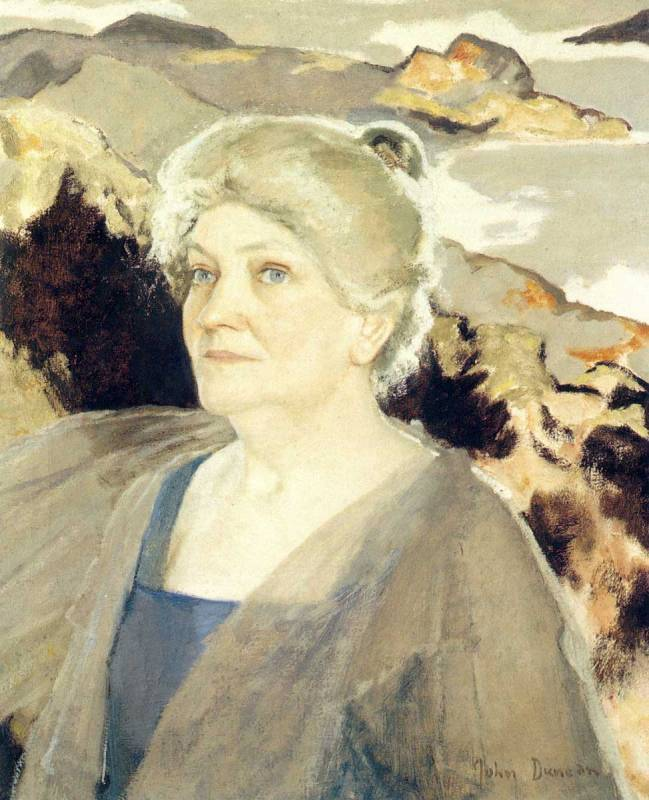
Portrait de Marjory Kennedy-Fraser (en) (v. 1920).
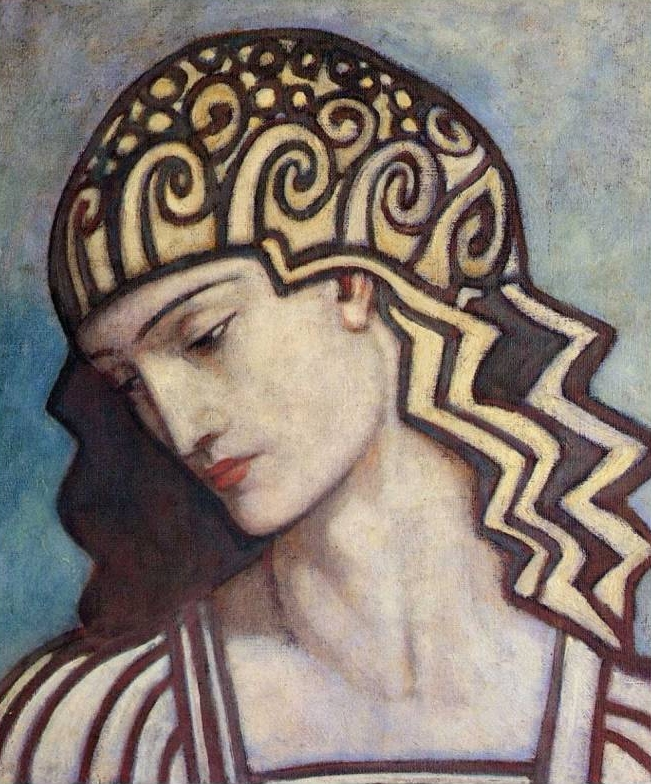
Visage de déesse.
Helene Schlapp-Iona (1908).
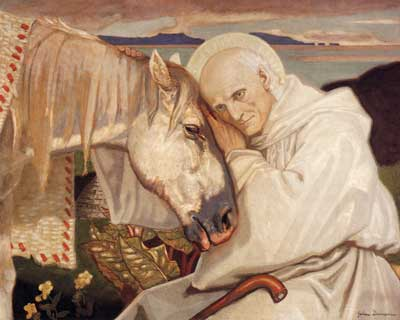
Saint Colomba fait ses adieux au cheval blanc (1925).